# Sant Lluís Rei del Mas dels Capellans
Sant Lluís Rei del Mas dels Capellans és una capella del terme comunal de vila de Ceret, a la comarca del Vallespir (Catalunya del Nord), situada en el Mas dels Capellans.
És a la zona oriental del terme comunal, al sud del Mas d'en Pallagordi, al sud-est del Mas d'en Poble, i a llevant del Mas Biscaia, o Viscaia.
És una capella mitjana, de construcció popular, d'una sola nau gairebé quadrada. Té un petit campanar d'espadanya al capdamunt de la façana.